# Olympische Jugend-Winterspiele 2024/Teilnehmer (Neuseeland)
| Gelbes Symbol für Goldmedaillen mit stilisierten Olympischen Ringen | Graues Symbol für Silbermedaillen mit stilisierten Olympischen Ringen | Braundes Symbol für Bronzemedaillen mit stilisierten Olympischen Ringen |
| ------------------------------------------------------------------- | --------------------------------------------------------------------- | ----------------------------------------------------------------------- |
| 1                                                                   | 2                                                                     | 4                                                                       |

Neuseeland nahm an den Olympischen Jugend-Winterspielen 2024 in der südkoreanischen Provinz Gangwon mit 22 Athleten (13 Männer, 9 Frauen) teil.

## Medaillen

### Medaillenspiegel
| Rang   | Sportart         | Gold | Silber | Bronze | Gesamt |
| ------ | ---------------- | ---- | ------ | ------ | ------ |
| 1      | Freestyle-Skiing | 1    | 1      | 1      | 3      |
| 2      | Snowboard        | —    | 1      | 2      | 3      |
| 3      | Eiskunstlauf     | —    | —      | 1      | 1      |
| Gesamt | Gesamt           | 1    | 2      | 4      | 7      |

### Medaillengewinner
| Name/n                 | Sportart         | Wettkampf  |
| ---------------------- | ---------------- | ---------- |
| Gold                   |                  |            |
| Luke Harrold           | Freestyle-Skiing | Halfpipe   |
| Silber                 |                  |            |
| Lucia Georgalli        | Snowboard        | Slopestyle |
| Finley Melville Ives   | Freestyle-Skiing | Halfpipe   |
| Bronze                 |                  |            |
| Lucia Georgalli        | Snowboard        | Big Air    |
| Campbell Melville Ives | Snowboard        | Big Air    |
| Luke Harrold           | Freestyle-Skiing | Big Air    |
| Li „Dwyane“ Yanhao     | Eiskunstlauf     | Einzel     |

## Teilnehmer nach Sportarten

### Biathlon
| Athleten       | Wettbewerb     | Zeit        | Fehler       | Rang |
| -------------- | -------------- | ----------- | ------------ | ---- |
| Männer         |                |             |              |      |
| Baxter Pollard | 7,5 km Sprint  | 32:02,3 min | 8 (5+3)      | 95   |
| Baxter Pollard | 12,5 km Einzel | 1:05:01,7 h | 16 (4+5+3+4) | 96   |

### Curling
| Wettbewerb             | Mixed Team                                                                                    | Mixed Doppel                                                 |
| ---------------------- | --------------------------------------------------------------------------------------------- | ------------------------------------------------------------ |
| Athleten               | Ellie McKenzie Jed Nevill Olivia Russell Jack Steele                                          | Olivia Russell Jed Nevill                                    |
| Vorrunde               | Schweden 3:9 Vereinigte Staaten 4:8 China 19.9 Nigeria 12:1 Japan 2:6 Norwegen 2:5 Türkei 3:6 | Brasilien 12:5 Türkei 3:6 Lettland 4:9 Japan 2:11 China 4:12 |
| Viertelfinale          | ausgeschieden                                                                                 | ausgeschieden                                                |
| Halbfinale             | ausgeschieden                                                                                 | ausgeschieden                                                |
| Finale/Spiel um Bronze | ausgeschieden                                                                                 | ausgeschieden                                                |
| Rang                   | 13                                                                                            | 20                                                           |

### Eiskunstlauf
| Athleten           | Wettbewerb | Kurzprogramm/-tanz | Kurzprogramm/-tanz | Kür/Kürtanz | Kür/Kürtanz | Gesamt | Gesamt |
| Athleten           | Wettbewerb | Punkte             | Rang               | Punkte      | Rang        | Punkte | Rang   |
| ------------------ | ---------- | ------------------ | ------------------ | ----------- | ----------- | ------ | ------ |
| Männer             |            |                    |                    |             |             |        |        |
| Li „Dwyane“ Yanhao | Einzel     | 68,01              | 4                  | 140,83      | 4           | 208,84 | Bronze |

### Freestyle-Skiing
| Athleten       | Wettbewerbe | Vorrunde | Halbfinale    | Finale/Kleines Finale | Rang |
| Athleten       | Wettbewerbe | Rang     | Rang          | Rang                  | Rang |
| -------------- | ----------- | -------- | ------------- | --------------------- | ---- |
| Männer         |             |          |               |                       |      |
| Campbell Appel | Skicross    | 8        | ausgeschieden | ausgeschieden         | 16   |

| Athleten             | Wettbewerb | Qualifikation | Qualifikation | Finale        | Finale        | Rang   |
| Athleten             | Wettbewerb | Punkte        | Rang          | Punkte        | Rang          | Rang   |
| -------------------- | ---------- | ------------- | ------------- | ------------- | ------------- | ------ |
| Frauen               |            |               |               |               |               |        |
| Madeleine Disbrowe   | Slopestyle | 65,25         | 8             | 43,50         | 9             | 9      |
| Madeleine Disbrowe   | Big Air    | DNS           | DNS           | DNS           | DNS           | DNS    |
| Mischa Thomas        | Slopestyle | 77,75         | 4             | DNS           | DNS           | 10     |
| Mischa Thomas        | Big Air    | DNS           | DNS           | DNS           | DNS           | DNS    |
| Männer               |            |               |               |               |               |        |
| Luke Harrold         | Slopestyle | 81,75         | 5             | 65,25         | 6             | 9      |
| Luke Harrold         | Big Air    | 89,75         | 4             | 172,25        | 3             | Bronze |
| Luke Harrold         | Halfpipe   | 89,25         | 2             | 94,25         | 1             | Gold   |
| Hamish Barlow        | Slopestyle | 44,25         | 18            | ausgeschieden | ausgeschieden | 18     |
| Hamish Barlow        | Big Air    | 59,25         | 17            | ausgeschieden | ausgeschieden | 17     |
| Finley Melville Ives | Slopestyle | 20,75         | 23            | ausgeschieden | ausgeschieden | 23     |
| Finley Melville Ives | Big Air    | DNS           | DNS           | DNS           | DNS           | DNS    |
| Finley Melville Ives | Halfpipe   | 92,00         | 1             | 92,50         | 2             | Silber |
| Liam Richards        | Halfpipe   | 62,00         | 7             | 70,25         | 7             | 7      |

### Rennrodeln
| Athleten       | Wettbewerb | Lauf 1   | Lauf 1 | Lauf 2   | Lauf 2 | Gesamt       | Gesamt |
| Athleten       | Wettbewerb | Zeit     | Rang   | Zeit     | Rang   | Zeit         | Rang   |
| -------------- | ---------- | -------- | ------ | -------- | ------ | ------------ | ------ |
| Frauen         |            |          |        |          |        |              |        |
| Maggie Dowling | Einsitzer  | 50,256 s | 22     | 50,051 s | 20     | 1:40,307 min | 21     |

### Ski Alpin
| Athleten          | Wettbewerb         | Lauf 1      | Lauf 1 | Lauf 2  | Lauf 2 | Gesamt      | Gesamt |
| Athleten          | Wettbewerb         | Zeit        | Rang   | Zeit    | Rang   | Zeit        | Rang   |
| ----------------- | ------------------ | ----------- | ------ | ------- | ------ | ----------- | ------ |
| Frauen            |                    |             |        |         |        |             |        |
| Ruby Fullerton    | Super-G            | —           | —      | —       | —      | 57,56 s     | 36     |
| Ruby Fullerton    | Alpine Kombination | 1:00,00 min | 37     | 59,10 s | 29     | 1:59,10 min | 29     |
| Ruby Fullerton    | Riesenslalom       | 53,25 s     | 27     | 56,76 s | 24     | 1:50,01 min | 23     |
| Ruby Fullerton    | Slalom             | 58,95 s     | 47     | DNS     | DNS    | DNS         | DNS    |
| Charlotte Wiggins | Super-G            | —           | —      | —       | —      | 57,39 s     | 34     |
| Charlotte Wiggins | Alpine Kombination | 59,69 s     | 36     | 57,35 s | 26     | 1:57,04 min | 27     |
| Charlotte Wiggins | Riesenslalom       | DNF         | DNF    | DNF     | DNF    | DNF         | DNF    |
| Charlotte Wiggins | Slalom             | 55,65 s     | 37     | 54,82 s | 31     | 1:50,47 min | 30     |
| Männer            |                    |             |        |         |        |             |        |
| Hemi Meikle       | Super-G            | —           | —      | —       | —      | 55,23 s     | 13     |
| Hemi Meikle       | Alpine Kombination | 56,08 s     | 24     | DNF     | DNF    | DNF         | DNF    |
| Hemi Meikle       | Riesenslalom       | 51,73 s     | 28     | 47,25 s | 19     | 1:38,98 min | 22     |
| Hemi Meikle       | Slalom             | 50,54 s     | 34     | DNF     | DNF    | DNF         | DNF    |

### Snowboard
| Athleten               | Wettbewerb | Qualifikation | Qualifikation | Finale        | Finale        | Rang   |
| Athleten               | Wettbewerb | Punkte        | Rang          | Punkte        | Rang          | Rang   |
| ---------------------- | ---------- | ------------- | ------------- | ------------- | ------------- | ------ |
| Frauen                 |            |               |               |               |               |        |
| Ava Beer               | Slopestyle | 76,50         | 4             | 25,75         | 10            | 10     |
| Ava Beer               | Big Air    | 86,25         | 3             | 84,75         | 10            | 10     |
| Ava Beer               | Halfpipe   | 35,00         | 14            | ausgeschieden | ausgeschieden | 14     |
| Lucia Georgalli        | Slopestyle | 83,25         | 3             | 88,25         | 2             | Silber |
| Lucia Georgalli        | Big Air    | 83,00         | 5             | 152,00        | 3             | Bronze |
| Männer                 |            |               |               |               |               |        |
| Joshua Li              | Slopestyle | 31,75         | 16            | ausgeschieden | ausgeschieden | 16     |
| Txema Mazet Brown      | Slopestyle | 18,50         | 19            | ausgeschieden | ausgeschieden | 19     |
| Txema Mazet Brown      | Big Air    | 84,75         | 5             | 21,75         | 9             | 9      |
| Campbell Melville Ives | Slopestyle | 80,00         | 2             | 89,00         | 4             | 4      |
| Campbell Melville Ives | Big Air    | 88,00         | 4             | 153,00        | 3             | Bronze |
| Campbell Melville Ives | Halfpipe   | 75,75         | 5             | 81,50         | 4             | 4      |